# العلاقات السيشلية اللاوسية
العلاقات السيشلية اللاوسية هي العلاقات الثنائية التي تجمع بين سيشل ولاوس.

## مقارنة بين البلدين
هذه مقارنة عامة ومرجعية للدولتين:
| وجه المقارنة                                              | سيشل                                                | لاوس        |
| --------------------------------------------------------- | --------------------------------------------------- | ----------- |
| المساحة (كم2)                                             | 459                                                 | 236.80 ألف  |
| عدد السكان (نسمة)                                         | 95.84 ألف                                           | 6.86 مليون  |
| الكثافة السكانية (ن./كم²)                                 | 20.88 ألف                                           | 28.97       |
| العاصمة                                                   | فيكتوريا                                            | فيينتيان    |
| اللغة الرسمية                                             | لغة فرنسية، لغة إنجليزية، اللغة الكريولية السيشيلية | اللغة اللاو |
| العملة                                                    | روبية سيشلية                                        | كيب لاوي    |
| الناتج المحلي الإجمالي (بليون دولار)                      | 1.49 مليار                                          | 16.85 مليار |
| الناتج المحلي الإجمالي (تعادل القوة الشرائية) بليون دولار | 2.54 مليار                                          | 38.71 مليار |
| الناتج المحلي الإجمالي الاسمي للفرد دولار أمريكي          | 15.48 ألف                                           | 1.82 ألف    |
| الناتج المحلي الإجمالي للفرد دولار أمريكي                 | 26.42 ألف                                           |             |
| مؤشر التنمية البشرية                                      | 0.772                                               | 0.575       |
| رمز المكالمات الدولي                                      | +248                                                | +856        |
| رمز الإنترنت                                              | .sc                                                 | .la         |
| المنطقة الزمنية                                           | ت ع م+04:00                                         | ت ع م+07:00 |

## منظمات دولية مشتركة
يشترك البلدان في عضوية مجموعة من المنظمات الدولية، منها:
| علم المنظمة | اسم المنظمة                        | تاريخ انضمام سيشل | تاريخ انضمام لاوس |
| ----------- | ---------------------------------- | ----------------- | ----------------- |
|             | منظمة حظر الأسلحة الكيميائية       | 29 أبريل 1997     | ?                 |
|             | يونسكو                             | 18 أكتوبر 1976    | 9 يوليو 1951      |
|             | وكالة ضمان الاستثمار متعدد الأطراف | 15 سبتمبر 1992    | 5 أبريل 2000      |
|             | مؤسسة التمويل الدولية              | 11 يونيو 1981     | 29 يناير 1992     |
|             | الأمم المتحدة                      | 21 سبتمبر 1976    | 14 ديسمبر 1955    |
|             | منظمة الشرطة الجنائية الدولية      | 1 سبتمبر 1977     | ?                 |
|             | البنك الدولي للإنشاء والتعمير      | 29 سبتمبر 1980    | 5 يوليو 1961      |

## وصلات خارجية
- موقع وزارة الخارجية السيشلية
- موقع وزارة الخارجية اللاوسية